# Arcadius
För andra betydelser, se Arcadius (olika betydelser).
Flavius Arcadius, Arkadios (född: 377-378, död: 1 maj 408) östromersk kejsare från år 395 till sin död. Son till Theodosius I och Flaccilla, bror till Honorius.
Som Theodosius och Flaccillas äldste son utnämndes Arcadius till augustus redan i januari 383 liksom hans yngre bror blev 393. År 395 efterträdde Arcadius sin far som kejsare i den östra rikshalvan samtidigt som Honorius tillträdde i väst. Som kejsare var de båda bröderna dock tämligen viljesvaga och de kontrollerades av mäktigare personer i deras närhet: Arcadius av praetorianprefekt Rufinus och Honorius av vandalen Stilicho (magister militum i väst).
Det har sagts att Stilicho eftersträvade kontroll över båda kejsarna och därför lät gotiska legoknektar mörda Rufinus 395, en anklagelse som emellertid inte gått att styrka. Hur som helst övertogs Rufinus plats bakom den östromerska tronen av kejsarens rådgivare Eutropius. Honom avsatte Arcadius 399 efter påtryckningar från sin hustru Eudoxia. 
Hon stod i sin tur i konflikt med patriarken i Konstantinopel Johannes Chrysostomos som anklagade henne för att använda familjens rikedomar till att kontrollera kejsaren. 404 lyckades Eudoxia få patriarken avsatt, men avled själv senare samma år. Efter sin hustrus död kontrollerades Arcadius av sin praetorianprefekt Anthemius, som mäklade fred med Stilicho i väst.
Arcadius var under hela sitt liv mer upptagen av att framstå som en from kristen än av politiska och militära frågor. Eudoxia gav till Arcadius fyra barn: tre döttrar; Pulcheria, Arcadia och Marina, och en son, Theodosius, den framtida kejsaren Theodosius II.